# Vito Bardi
Vito Bardi (Potenza, Italia, 18 de septiembre de 1951) es el noveno y actual presidente de la región de Basilicata desde el 16 de abril de 2019.

## Biografía
Bardi se incorporó a la Guardia di Finanza en 1970. Fue ascendido a coronel el 31 de diciembre de 1995, y luego a General de Cuerpo de Ejército en 2009. Se desempeñó como comandante general adjunto de la Guardia di Finanza del 5 de septiembre de 2013 al 4 de septiembre de 2014.
En las elecciones regionales de Basilicata de 2019, Bardi fue designado por el propio Silvio Berlusconi como el candidato de la centroderecha para el cargo de presidente de Basilicata, con el apoyo de Forza Italia, la Liga Norte y Hermanos de Italia. Tras ganar las elecciones se convirtió en el primer gobernador de centroderecha de Basilicata en 49 años, poniendo fin a 24 años ininterrumpidos de liderazgo de la centroizquierda.
Bardi ha cursado cuatro carreras y cuenta con grados en Economía, Derecho, Ciencias Internacionales y Diplomáticas y Ciencias de la Seguridad Económica y Financiera.